# Igreja de São Martinho (Funchal)
A Igreja de São Martinho é a principal igreja da freguesia de São Martinho, no concelho  de Funchal, na Região Autónoma da Madeira. É dedicada a São Martinho de Tours.

## História
A antiga igreja no fundo do monte tinha-se tornado pequena para a área e assim a construção começou a 8 de julho de 1883 na igreja atual homónima, com a primeira pedra sendo colocada. A falta de recursos interrompeu a construção até 2 de agosto de 1907, quando o paroquiano local José de Abreu morreu deixando quase toda a sua fortuna, que para a época era grande, para a continuação das obras da mesma igreja.

## Festa
A principal festa que se celebra é o Dia de São Martinho, celebrado nos dias 10 e 11 de novembro, no recinto da igreja, onde os fogos são feitos por moradores e a comida local é preparada, como castanhas torradas (marcando o início da nova época de colheita da castanha), espetada, bolo do caco e bacalhau. As uvas que foram colhidas alguns meses antes e transformadas em vinho, são primeiro provadas neste dia.